# Такоякі
Такоякі (яп. たこ焼き, такоякі) — популярна в Японії страва, приготована з рідкого тіста та шматочка восьминога, що смажиться на спеціальній сковорідці з напівсферичними отворами.

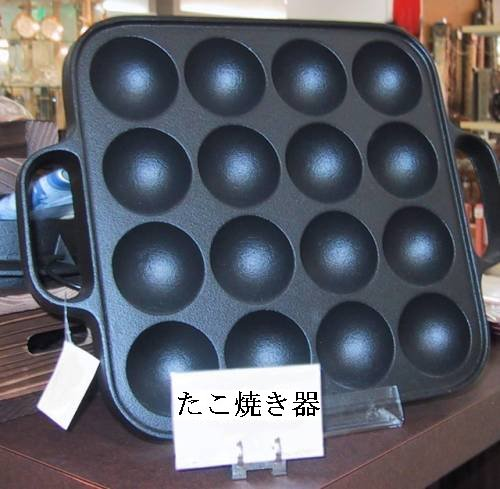
Сковорідка для приготування такоякі

Подається на довгій тарілці, посипається струганою рибою (кацуобуші) з додаванням соусу для такоякі (яп. たこ焼きソース), що схожий на кетчуп або майонез.
Цю страву можна віднести до фаст-фуду, оскільки вона продається переважно на вулиці, в місцях проведення фестивалів та феєрверків.

## Історія
1933 — Айдзуя починає продавати «прототип» такоякі під назвою rajio-yaki.
1935 — створено Такоякі, що містить яйце та восьминога.
1965 — Перші ятаї (кіоски, кіоски), що пропонують такаякі, з’являються в регіоні Канто. У токійському районі Гінза.
1982 — Хатчандо починає продавати заморожені такоякі.
1990 — Створена мережа магазинів Kyō-tako, яка успішно працює в торгових центрах, в тому числі в районі Токіо—Шібуя.
2000 — Цукідзі Гіндако розширюється по Японії і починає продавати такоякі під назвою гіндако.

## Галерея

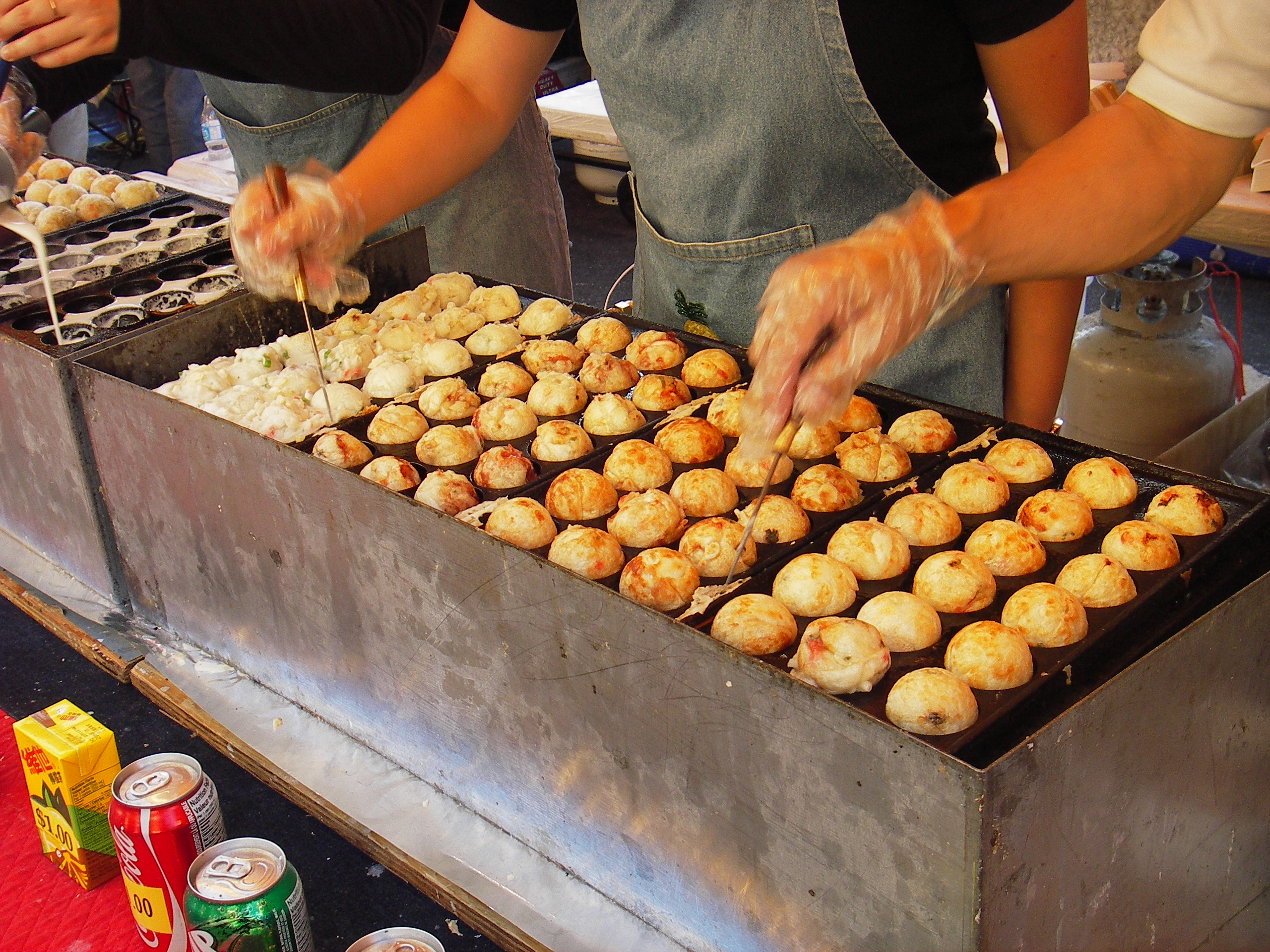
Приготування
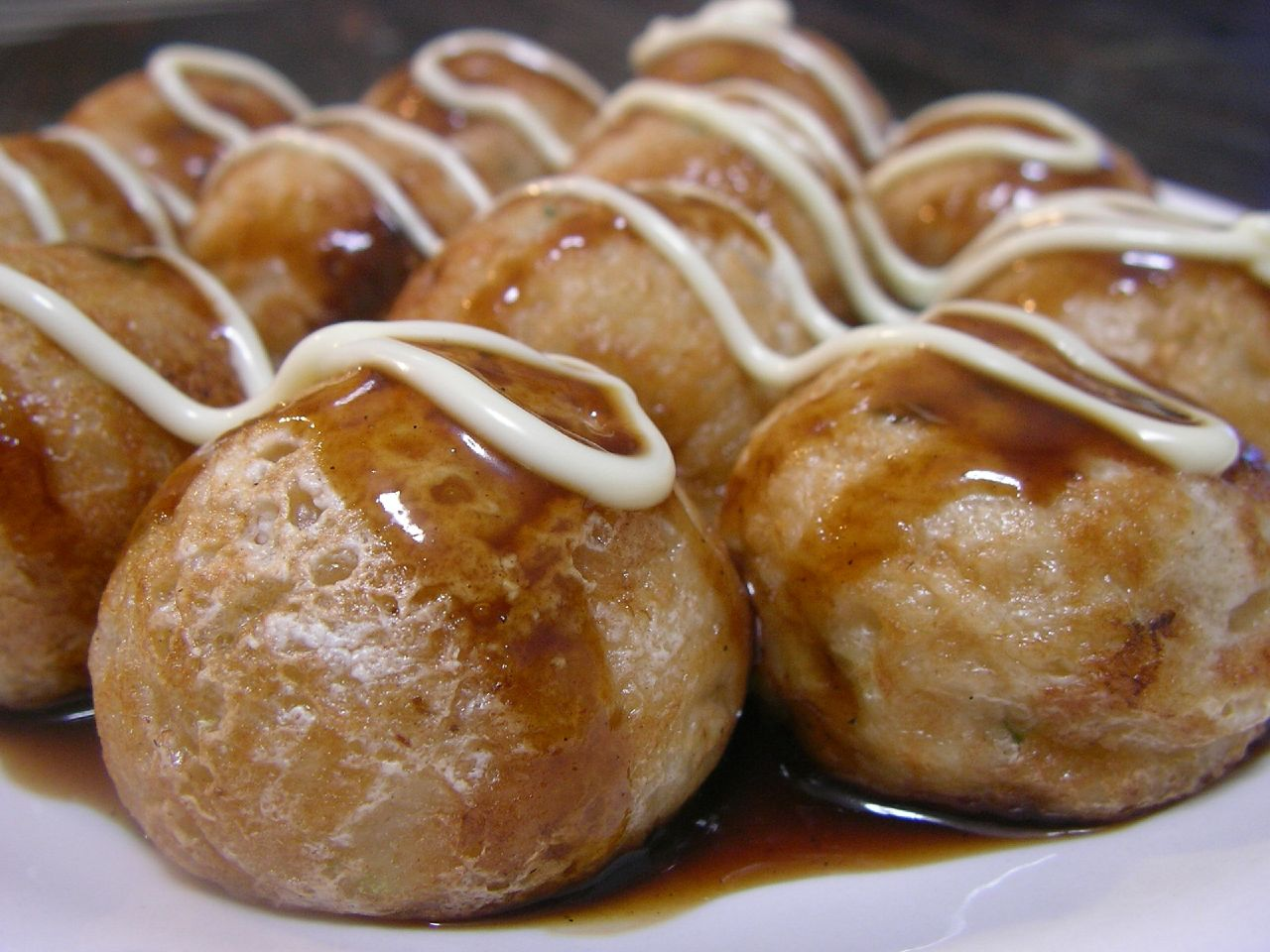
З соусом Ворчестер і майонезом
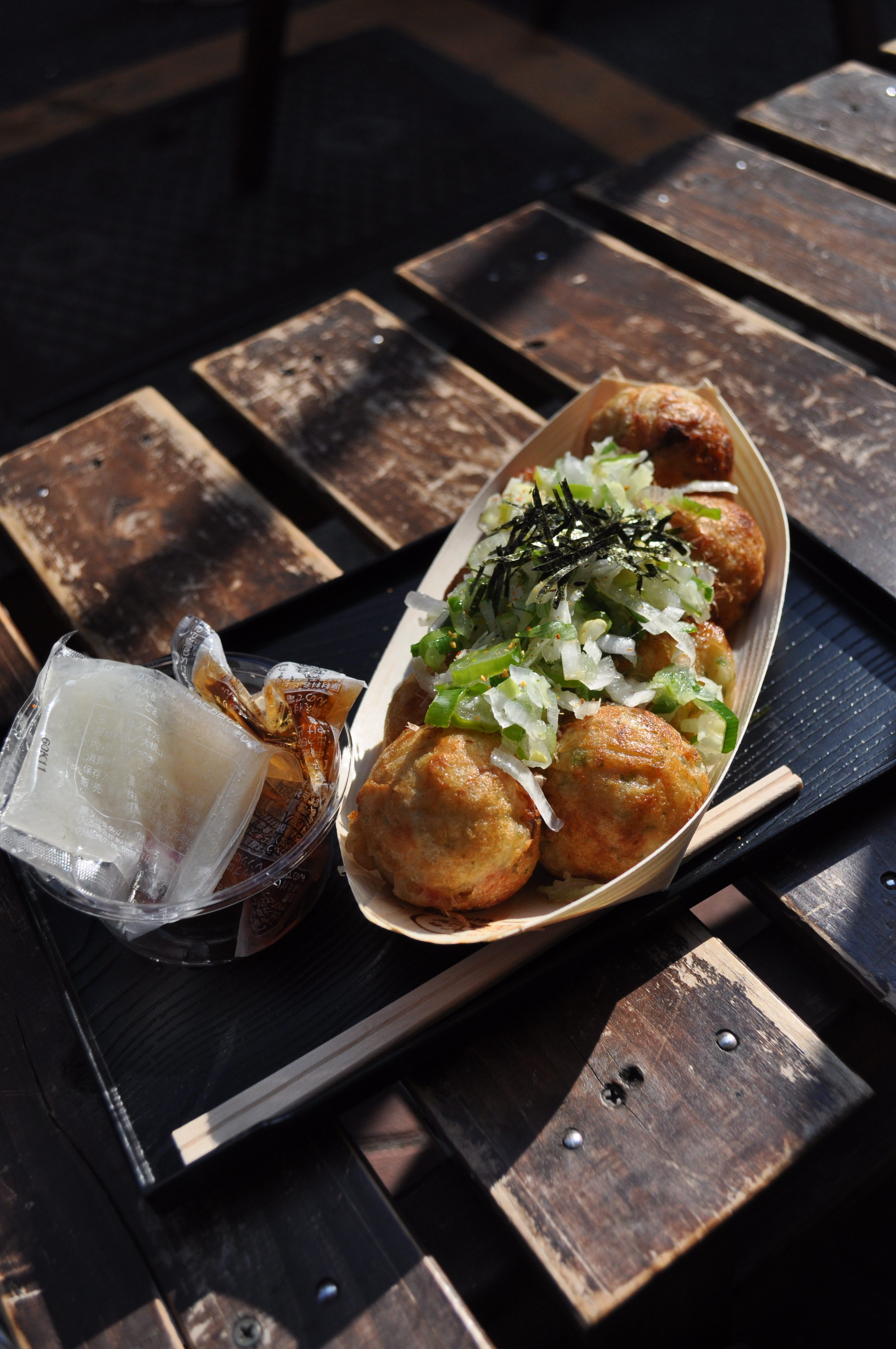
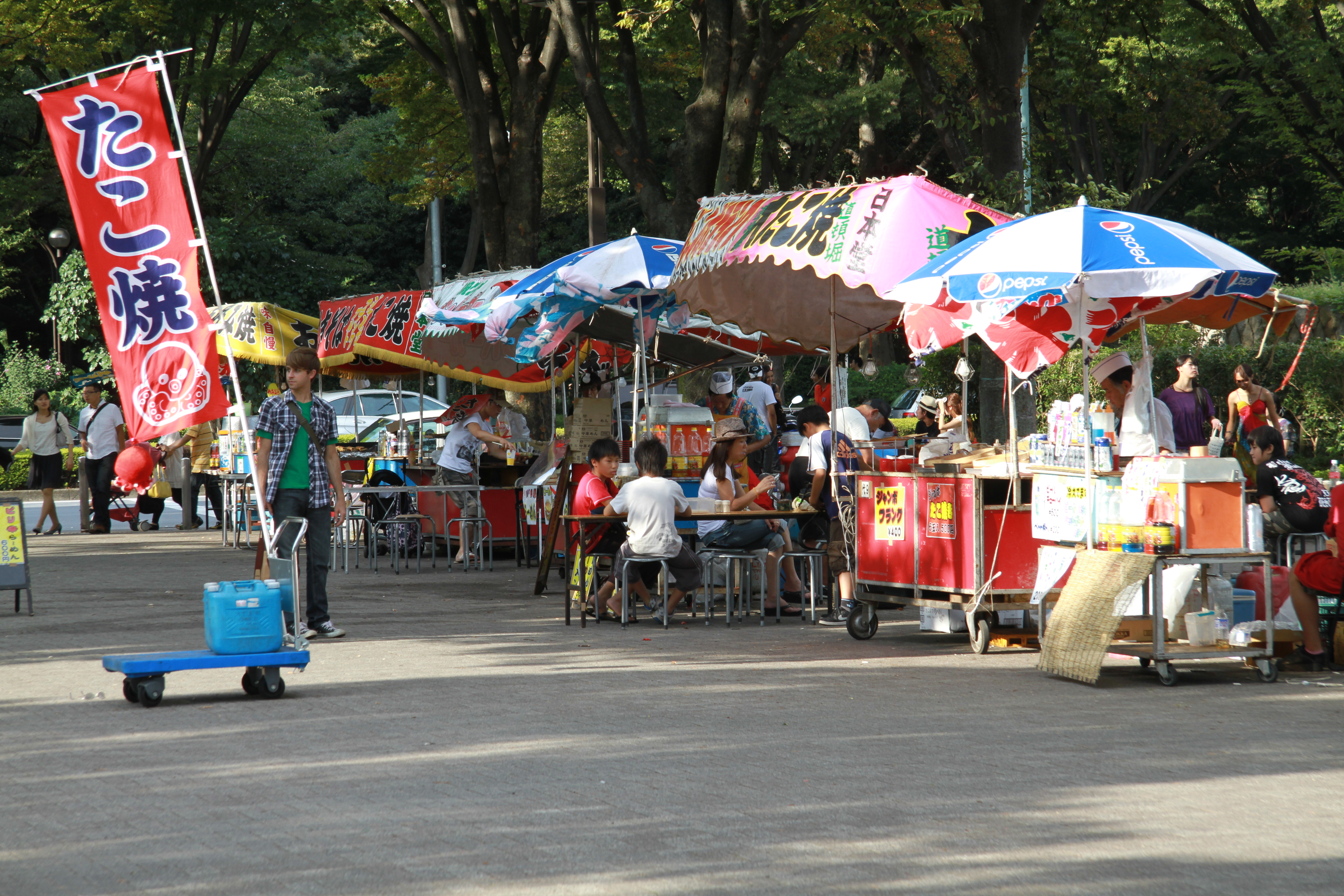
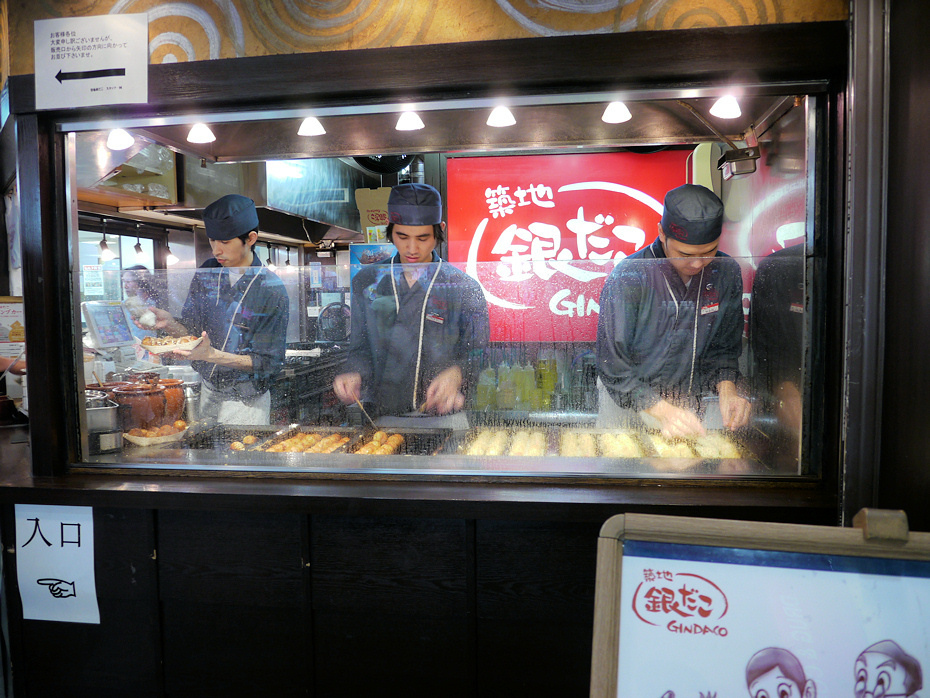
У крамниці з відкритою кухнею